# Ematurga microcosma
Ematurga microcosma là một loài bướm đêm trong họ Geometridae.